# Carpomys
Carpomys és un gènere de rosegadors de la subfamília dels murins, format per només dues espècies vivents i una d'extinta.

## Distribució i hàbitat
Són endèmics de l'illa filipina de Luzon, on el seu hàbitat són els boscos densos de muntanya entre els 2.100 i 2.400 metres d'altitud.

## Descripció
Són espècies de mida petita, que tenen una longitud conjunta del cap i del cos que varia entre 18 i 20 centímetres una cua que fa entre 16 i 21 centímetres i un pes que pot arribar als 185 grams. El pelatge és suau i dens, i de color marró a la part superior i groc blanquinós a la part inferior. Les potes posteriors són amples, una adaptació al seu estil de vida arbori.

## Ecologia
És poc el que es coneix d'aquestes espècies, tot i així se sap que són animals arboris, probablement de vida nocturna, que s'alimenten de llavors.

## Taxonomia
El gènere va ser descrit el 1895 per Oldfield Thomas. Actualment forma part de la Divisió Phloeomys de la tribu dels fleominis.

## Estat de conservació
De les dues espècies reconegudes per la UICN, C. melanurus està catalogada com dades insuficents, mentre C. phaeurus està catalogada com en risc mínim.